# Zagrebački festival 1971.
Zagrebački festival bio je glazbena manifestacija u Zagrebu. Održao se je 1971. godine. 

## Osnovni podatci o festivalu
Organizator: ALTA Music, "UDRUŽENJE KOMPOZITORA HRVATSKE"
Mjesto održavanja: Zagreb, Kongresna dvorana Zagrebačkog velesajma 
Nadnevak održavanja: 16. – 20. III, 1971. 
Natjecateljske večeri: Pop-rock, Hit parada I i II, i finalna večer
Revijalne večeri: Šansone
Međunarodni: JEST.  Sudjelovali izvođači iz cijele tadašnje Jugoslavije.
Nadređeni: Direktor: Drago Diklić
Medijski pokrovitelji: RADIO TELEVIZIJA ZAGREB,  NIP "Vjesnik"
Prijenos na televiziji: Direktan
Prijenos na radiju: Direktan
Voditelji: Ksenija Urličić, Ljubo Jelčić, 
Stručni ocjenjivački sud: Za "HITOVE" i POP-ROCK:  Ferdo Pomykalo, Drago Diklić, Drago Britvić, Mićo Brajević, Ivica Stamać, Dražen Boić, Igor Savin, Marijan Makar, Miljenko Jelača.
Za ŠANSONE: Arsen Dedić, Miljenko Prohaska, Zvonko Špišić, Zvonimir Golob, Zvonko Čulina, Ivica Stamač, Ivica Krajač, Hrvoje Hegedušič, Stipica Kalogjera, Milan Lentić, Mićo Brajević, Pero Gotovac.
Festivalski orkestar: Veliki revijski orkestar. Dirigenti: Zlatko Černjul, Ferdo Pomykalo, Miljenko Prohaska, Stjepan Mihaljinec, Mojmir Sepe, Pero Gotovac, Nikica Kalogjera, Ilija Genić, Dragan Djakonovski, Stanko Selak, Vojislav Simić, Alfi Kabiljo, Džeki Srbljenović. 
Sudionici po večerima:  HITOVI:  Gabi Novak, Ivo Robić, Zdenka Vučković, Vice Vukov, Majda Sepe, Arsen Dedić, Beti Jurković, Stjepan Đimi Stanić, Višnja Korbar, Milan Bačić, Elvira Voća, Zvonko Špišić, Ljupka Dimitrovska, Zoran Georgijev, Josipa Lisac, Mišo Kovač, Kićo Slabinac, Ana Štefok, Krunoslav Cigoj, Dalibor Brun, Ivo Patijera, Vjekoslav Jutt, Djordji Peruzović, "Mladi Levi", Katja Markotić, Zdenka Kovačićek, Duško Lokin, Dragan Antić. Ivica Martinčević, "Crveni Koralji", Ljubo Lučev, Mladen Kozjak, Saška Petkovska, Srdjan Brešković, Helena Sabljak, Minja Subota, Albertina Trbojević, Danijela Pančetović, Simeon Gugulovski.
ŠANSONE: Arsen Dedić, Zafir Hadžimanov, Katja Markotić, Hrvoje Hegedušić, Ivica Percl, Višnja Korbar, Zvonko Špišić, Boris Bizetić, Ibrica Jusić, Gabi Novak, Toma Bebić.
POP-ROCK: "Grupa 220" i Drago Mlinarec,  "Mladi Levi" i Josipa Lisac,  Matt Colins, "Bele vrane", "Novi fosili", "Grešnici", "Korni grupa" i Zdenka Kovačićek, "Crveni Koralji" i Boris Babarović, "Profesionalci" i "Kvartet Kenda", Grupa "Mi", "Indeksi", "Džentlemeni".
INOZEMNI GOSTI: "Pretty Things" - London,  "Southern Comfort" - London, "Mungo Jerry" - London, "Juicy Lucy" - London, Karel Gott - ČSSR,  Nini Rosso, - Italia,  "Aquaviva" - Španjolska.
Poredak nakon večeri:

## Nagrade
- 1. nagrada stručnog ocjenjivačkog suda:
- 2. nagrada stručnog ocjenjivačkog suda:
- 3. nagrada stručnog ocjenjivačkog suda:

- 1. nagrada publike:
- 2. nagrada publike:
- 3. nagrada publike:

- nagrada najboljem debitantu:
- nagrada za najbolji tekst:
- nagrada za najbolju interpretaciju:

## Uspješnice poslije festivala
Bicikl - Zvonko Špišić, Zajedno - Arsen Dedić, Zemljo Moja - Pero Gotovac (Krunoslav Cigoj), Tvoja zemlja - Alfi Kabiljo (Vice Vukov), Gazi, dragi srce moje - Hrvoje Hegedušić (Gabi Novak)i mnoge druge.

## Nosač zvuka
JUGOTON, RTB, DISKOS, HELIDON, RTV SKOPJE, STUDIO, SKENDERIJA, ALTA.

## Vanjske poveznice
Hrvatsko društvo skladatelja - Zagrebfest